# Trollí most
Trollí most (anglicky Troll Bridge) je fantasy povídka Terryho Pratchetta, jejíž děj je umístěn do fiktivního světa Zeměplochy.

## Obsah
Barbar Cohen si hodlá splnit svůj klukovský sen - postavit se tváří v tvář trollovi sídlícímu pod mostem, porazit ho a sebrat mu nashromážděné poklady. Vše se vyvíjí dobře až do okamžiku, kdy troll Slída barbara Cohena pozná. Je velmi poctěn jeho návštěvou a hodlá ho představit své rodině. Trollova manželka ale není tak nadšená. Vyčítá Slídovi, že nedokáže vydělávat a nechce si brát příklad z jejích bratrů - úspěšných podnikatelů. Slída ale tvrdí, že jeho rodina přepadá na tomhle mostě už 500 let a nemůže za to, že už tudy nikdo nechodí. Cohen i Slída vzpomínají na zlaté časy, kdy civilizace byla mnohem dál a vše bylo mnohem jednodušší. Nakonec dá Cohen peníze Slídovi a rozjede se okrást jeho bratry - podnikatele.

## Zajímavosti
- povídka vyšla v časopisu Základna a ve sbírkách Mamutí kniha humoristické fantasy a Divadlo krutosti.